# Ruta 15 (Uruguai)
A Ruta 15 (também designada como Javier Barrios Amorín) é uma rodovia do Uruguai que liga o balneário de La Paloma a Cebollatí, transcorrendo completamento dentro do departamento de Rocha. O trecho entre o balneário de La Paloma e a Ruta 9 foi nomeado pela lei 13505, de 4 de outubro de 1966, em homenagem a Javier Barrios Amorín, político uruguaio.